# Parque Urbano da Ribeira da Falagueira
O Parque Urbano da Ribeira da Falagueira, incluindo o designado Parque Aventura, é um projeto da Câmara Municipal da Amadora. Consiste num corredor verde, de aproximadamente 5 hectares, que se estende ao longo da ribeira da Falagueira desde um pouco a montante do Casal da Falagueira de Cima até à antiga passagem das Roiçadas sob o Aqueduto das Águas Livres. Atualmente, o parque disponibiliza aos habitantes da cidade da Amadora novas áreas de lazer e vários equipamentos públicos na confluência das freguesias de São Brás, Mina e Falagueira.